# 平良港
平良港（ひららこう）は、沖縄県宮古島市にある重要港湾。港湾管理者は宮古島市。宮古列島の中心港である。

## 概要
古くは漲水泊、漲水港と呼ばれた。北から順に下崎地区、漲水（はりみず）地区、トゥリバー地区の3つの地区からなる。また、下崎地区と漲水地区の間には荷川取（にかどり）漁港が、漲水地区とトゥリバー地区の間には下里船だまり及びパイナガマビーチが位置する。
このうち、漲水地区は最も古くから開発された地区で、現在も貨物及び旅客船発着の中心である。北から南に第1 - 4埠頭の4つの埠頭を有する。また、国道390号沿いには宮古島マリンターミナル、マティダ市民劇場、ホテルアトールエメラルド宮古島などの施設も設けられている。
北側の下崎地区は、貨物増や定期船の大型化に対応し、漲水地区に集中する物流を分散する新たな物流拠点として開発された地区である。
南側のトゥリバー地区では、コースタルリゾートヒララと仮称が付けられたコースタルリゾート整備プロジェクトが進められている。
平良港からは、宮古列島のうち、多良間島への定期船が就航している。かつては、伊良部島の佐良浜港との間にも定期航路があったが、2015年1月31日の伊良部大橋開通に伴い、同日に廃止された。一方、翌2月1日には宮古協栄バス、八千代バス、共和バスの乗合バス3社がそれぞれの路線を平良港に乗り入れ開始。2019年には中央交通 (沖縄県)のリムジンバス「みやこ下地島エアポートライナー」が運行開始、平良港で4社のバス路線の乗り換えが可能となったが、2021年1月に中央交通を除く3社の交通結節点が新しい宮古島市役所に移動したため、中央交通含め、平良港へのバス乗り入れは終了した。
なお、宮古島と池間島、来間島との間には、それぞれ池間大橋、来間大橋が架かっており、大神島との間には宮古島北部の島尻地区から定期船が就航している。

## 歴史
- 1883年（明治16年） - 沖縄開運株式会社が先島航路を開始し、漲水港に就航[3]。
- 1913年（大正2年） - 上原仁徳をはじめとする西里商人団が発起人となり、埋め立て工事（第1次築港）が始められる[13]。埋め立て面積998坪余（うち道路・溝渠331坪余、共同荷揚場180坪余、桟橋（20間）95坪余、宅地391坪余）[3]。突堤・荷揚場・道路が造成され、50トン程度のはしけが利用可能となる[14]。
- 1917年（大正6年） - 商人団から第2次築港が申請されるが、平良村議会は村で管掌すべきとして申請を否決[3]。
- 1920年（大正9年） - 平良村による第二次築港開始。716坪の埋め立て、桟橋の延長（40間）、荷揚場の拡張が行われた[3]。
- 1921年（大正10年）11月25日 - 埋め立て工事完成[13]。
- 1953年（昭和28年）1月26日 - 1,000トン級船舶の接岸が可能な桟橋に着工。工事が約1/4完成した段階で、本港初の汽船となる琉球海運の「みどり丸」が接岸[3][14]。
- 1954年（昭和29年）7月2日 - 桟橋（全長227m、幅30m）が竣工[3]。
- 1958年（昭和33年） - 琉球政府により重要港湾に指定されるとともに、名称が正式に平良港とされる[3]。
- 1966年（昭和41年） - 防波堤が竣工し、2,000トン級船舶の接岸が可能となる[14]。
- 1972年（昭和47年）5月15日 - 本土復帰にともない、日本政府により重要港湾に指定される[14]。
- 1976年（昭和51年）10月21日 - 5,000トン級船舶が利用可能な第3埠頭が竣工[14]。
- 1982年（昭和57年）5月8日 - 危険物取扱を中心とする第1埠頭が竣工[3]。
- 1985年（昭和60年）9月3日 - 10,000トン級バースを含む第2埠頭が竣工[3]。
- 1990年（平成2年）11月 - コースタルリゾート計画策定[3]。
- 1993年（平成5年）5月12日 - トゥリバー地区でコースタルリゾート事業起工[14]。
- 1996年（平成8年）5月 - 離島定期船用の第4埠頭およびマリンターミナルが竣工[3]。
- 1998年（平成10年）10月12日 - トゥリバー地区一部（マリーナ部）供用開始[14]。
- 1999年（平成11年）4月2日 - 第4埠頭浮桟橋供用開始[3]。
- 2008年（平成20年）5月 - 12,000トン級船舶が利用可能な下崎埠頭が供用開始[14]。
- 2015年（平成27年）1月31日 - 伊良部大橋の開通に伴い伊良部島佐良浜港との定期航路廃止。
- 2017年（平成29年）7月26日 - 国土交通大臣により、港湾法第2条の3で定める国際旅客船拠点形成港湾に指定[15][16]。
- 2017年（平成29年）12月16日 - 漲水地区複合一貫輸送ターミナルの岸壁440メートルのうち、295メートル部分の暫定供用開始[17]。
- 2018年（平成30年）7月15日 - 平良港マリンターミナルビル（代表施設）及びパイナガマビーチが、「みなとオアシスひらら」としてみなとオアシスに登録される[18]。
- 2022年（令和4年）1月8日 - 第4埠頭物揚場供用開始[19]。多良間航路に新造船「フェリーたらまIII」就航[20][21]。

## 主な施設

### 下崎地区

#### 下崎埠頭
2008年5月供用開始。貨物船のほか、不定期のクルーズ客船の寄港などに利用される。

### 漲水地区

#### 第1埠頭
危険物取扱が中心

#### 第2埠頭
※ 多良間航路は2022年1月8日に第4埠頭に移転。
- 多良間海運 - カーフェリー「フェリーたらまゆう」（1日1便）

- 多良間島

#### 第3埠頭
※ 以下の定期旅客航路は、2018年6月6日までにすべて廃止・休止。
- 琉球海運（貨物輸送）-「にらいかない」、「ちゅらしま」、「みやらびII」、「優昭丸」[23]（2006年9月18日に旅客営業廃止）[24][25][注 1]

那覇 → 平良 → 石垣 → （高雄） → 那覇 → 鹿児島 → 博多 → 鹿児島 → 那覇
那覇 → 石垣 → 平良 → 那覇
那覇 → 平良 → 石垣 → 那覇
- 南西海運（貨物運送）「よね丸」、「せつ丸」、「せいなん丸」[23]

那覇 → 平良 → 石垣 → 基隆 → 厦門 → 高雄 → 那覇
那覇 → 平良 → （伊良部） → 石垣 → 那覇
那覇 → 中城 → 平良 → 石垣 → 那覇
- 有村産業（沖縄カーフェリー） - 「クルーズフェリー飛龍」、「飛龍21」（2008年6月6日から運航休止[27][28]、有村産業は破産[29]）

#### 第4埠頭
- 多良間海運 - カーフェリー「フェリーたらまIII」（1日1便）

- 多良間島
2022年1月8日に物揚場が供用開始。多良間航路が第2埠頭から移転するとともに、新造船「フェリーたらまIII」が就航。
※ 以下の定期旅客航路は、伊良部大橋の開通に伴い、2015年1月31日にすべて廃止。
- 宮古フェリー - カーフェリー「フェリーゆうむつ」（1日6便） - 高速旅客船「うぷゆう」（1日11?12便）
- はやて - カーフェリー「フェリーはやて」（1日7便） - 高速旅客船「スーパーライナーはやて」（1日10?11便）

- 伊良部島・佐良浜港（所要時間：カーフェリーで約25分/高速旅客船で約15分）

### トゥリバー地区

#### 宮古島コースタルリゾートヒララ（仮称）
- 宮古島マリーナ（仮称） - 防波堤、停泊地、ビジターバース、給油バース[30]
- 海浜I、施設棟（トイレ・シャワー室）[31]